# Chloris rufescens
Chloris rufescens là một loài thực vật có hoa trong họ Hòa thảo. Loài này được Lag. mô tả khoa học đầu tiên năm 1805.